# Lycianthes apiculata
Lycianthes apiculata är en potatisväxtart som beskrevs av Friedrich August Georg Bitter. Lycianthes apiculata ingår i Himmelsögonsläktet som ingår i familjen potatisväxter. Inga underarter finns listade i Catalogue of Life.